# Kardinální ctnosti
Kardinální ctnosti, někdy též základní ctnosti (lat. cardinalis – hlavní) jsou v křesťanství čtyři hlavní lidské ctnosti, kolem nichž jsou ostatní seskupeny. Každá další ctnost v sobě tyto čtyři určitým způsobem obsahuje. 

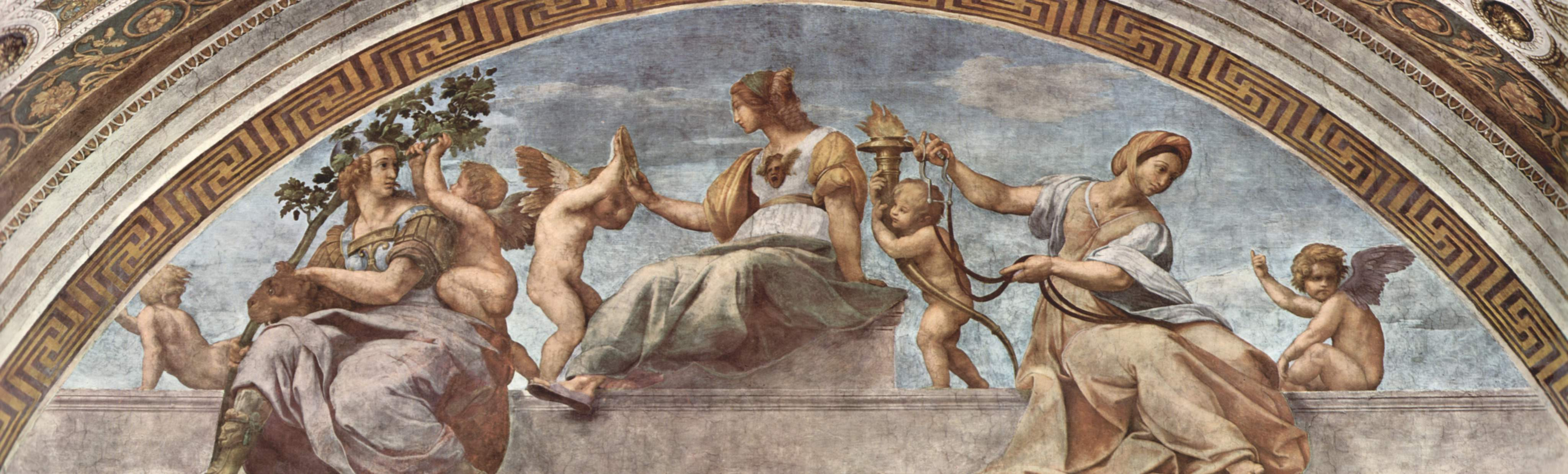
Alegorie čtyř kardinálních ctností; luneta z roku 1511, Raffaelovy sály papežského paláce ve Vatikánu

V pořadí podle Akvinského Summa theologiae II(I).61.2.3)) to jsou
- moudrost (latinsky prudentia, doslova předvídavost či zobecněně zkušenost či znalost)
- spravedlnost (iustitia)
- mírnost (temperantia)
- statečnost (fortitudo).

Tato myšlenka se nachází již v antice u stoiků, uvedené čtyři hlavní ctnosti vyjmenovává Cicero (De officiis) s odvoláním na Panaitia. Odtud pak tento seznam přebírá sv. Ambrož, který také zavádí označení "kardinální ctnosti". Na křesťanské půdě jej systematicky rozpracovává zejm. sv. Tomáš Akvinský.
Oslava těchto čtyř ctností (i pod jinými jmény) se nachází i v Bibli, např. v Mdr 8, 7: „A miluje-li kdo spravedlnost, jejím dílem jsou ctnosti; ona vyučuje rozvaze a rozumnosti, spravedlnosti a statečnosti...“
Podle Ambrože má správné jednání počátek v bázni před Hospodinem; podle současného Katechismu katolické církve tyto kardinální ctnosti vposled vycházejí z tzv. božských (teologálních) ctností, jimiž jsou víra, naděje a láska. Jejich původem, důvodem i předmětem je pak samotný Bůh, který je jako milost daruje do duše věřících, aby byli uschopněni k ctnostnému životu. Z toho důvodu jsou někdy též nazývány jako vlité ctnosti.
Samotné názvy jednotlivých kardinálních ctností se mohou na různých místech drobně lišit. Například mírnost × umírněnost; statečnost × odvaha, mravní síla; moudrost × rozvážnost apod.